# Sheeba Chaddha
Sheeba Chaddha es una actriz india de cine, teatro y televisión.Ha sido nominada al Premio Filmfare a la Mejor Actriz de Reparto por sus actuaciones en las películas de 2022 Badhaai Do y Doctor G, ganando por la primera.

## Primeros años y carrera
Chaddha creció en Delhi, donde desarrolló un interés por el teatro y comenzó a tomar talleres de teatro. Se especializó en literatura inglesa en el Hans Raj College (Universidad de Delhi), donde fue compañera de clase de Anurag Kashyap.
Chaddha ha actuado como actriz de carácter en películas como Hum Dil De Chuke Sanam (1999), Parzania (2007), Delhi 6 (2009), Luck by Chance (2009) y Talaash (2012). En 2011, también apareció en el cortometraje Prakata Het Yad en un idioma inventado, junto al actor Rituraj Singh. La película ganó el premio al Mejor Cortometraje en la categoría de Elección del Público en el Festival de Cine Indio de Florencia River to River. En el film de 2012 Talaash: The Answer Lies Within, interpretó a Nirmala, una trabajadora sexual. El año 2015 la vio triunfar con un papel peculiar como Nain Tara Tiwary (Buaji) en Dum Laga Ke Haisha de Sharat Katariya.

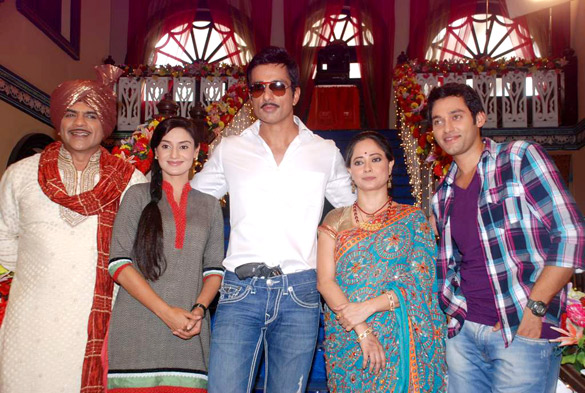
Rituraj Singh, Rati Pandey, Sonu Sood, Sheeba Chaddha y Sumit Vats, en los sets de Hitler Didi durante la promoción de la película Maximum (2012)

Su primera aparición en televisión fue en Love Marriage (2002), y posteriormente regresó a la televisión en 2007 interpretando a una magnate en Kasturi. Esto fue seguido por series como Na Aana Is Des Laado (2009–2012), Kitani Mohabbat Hai (2009), Kahani Saat Pheron Ki (2007), Kuch Toh Log Kahenge (2001–2013) y Lakhon Mein Ek (2012).
En junio de 2012, se unió al elenco de la popular serie de televisión, Hitler Didi en Zee TV.
También ha actuado en obras de teatro, como C for Clown de Rajat Kapoor (2007), The Blue Mug de Atul Kumar (2010) junto a Kapoor, Munish Bhardwaj y Vinay Pathak, así como junto a Konkona Sen Sharma y Ranvir Shorey. Interpretó a Desdémona en Othello en Blanco y Negro de Roysten Abel, y en una producción de 2012 de la obra de Henrik Ibsen, Hedda Gabler, donde desempeñó el papel principal de Hedda. También está involucrada en la dirección de un grupo de teatro llamado "The Company Theatre" en Mumbai. Participó en una serie de televisión por internet llamada Permanent Roommates, bajo el sello de The Viral Fever (TVF).

## Filmografía
| Año  | Título original             | Título en español                        | Papel            |
| ---- | --------------------------- | ---------------------------------------- | ---------------- |
| 1998 | 'Dil Se..                   | Del corazón                              | Hermana de Moina |
| 1999 | 'Hum Dil De Chuke Sanam     | He entregado mi corazón, querido         | Anupama Tripathi |
| 2000 | Phir Bhi Dil Hai Hindustani | Por otra parte mi corazón es indostaní   | Juhi Anand       |
| 2002 | Kali Salwar                 | Kali Salwaar                             | Rukhsana         |
| 2003 | Jism                        | Jism                                     | Sheeba           |
| 2003 | In Othello                  | En Otelo                                 | Kareena          |
| 2004 | Ek Hasina Thi               | Había una hermosa mujer                  | Shilpa Sharma    |
| 2004 | Murder                      | Asesinato                                | Nargis           |
| 2007 | Parzania                    | El cielo y el infierno en la tierra      | Anamika          |
| 2009 | Delhi-6                     | Delhi-6                                  | Rajjo            |
| 2009 | Luck by Chance              | Suerte por casualidad                    | Kavita           |
| 2010 | West Is West                | Occidente es Occidente                   | Rehana Khan      |
| 2011 | Zokkomon                    | Zokkomon                                 | Rajrani          |
| 2012 | Love You to Death           | Te amo hasta la muerte                   | Maya Kumari      |
| 2012 | Talaash                     | Talaash: La respuesta está dentro        | Nirmala          |
| 2015 | Dum Laga Ke Haisha          | Dale toda tu fuerza                      | Nayantara        |
| 2017 | Raees                       | Raees                                    | Amina Alam       |
| 2017 | Indu Sarkar                 | Indu Sarkar                              | Mekhla           |
| 2017 | What Will People Say        | El viaje de Nisha                        | Archana Bhosle   |
| 2018 | Rajma Chawal                | Rajma Chawal                             | Neetu            |
| 2018 | Raid                        | Raid                                     | Prabha Devi      |
| 2018 | Badhaai Ho                  | Badhaai Ho                               | Sangeeta Sharma  |
| 2018 | Zero                        | Zero                                     | Beena Singh      |
| 2019 | Gully Boy                   | Chico barranco                           | Zoya Firdausi    |
| 2019 | Jabariya Jodi               | Pareja forzado                           | Beena Singh      |
| 2019 | Bebaak                      | Viento moribundo en su cabello           | Sheela           |
| 2020 | Shakuntala Devi             | Diosa Shakuntala                         | Tarabai          |
| 2021 | Haathi Mere Saathi          | Los elefantes son mis amigas             | Jueza Imarti     |
| 2021 | Pagglait                    | Pagglait                                 | Usha             |
| 2022 | Badhaai Do                  | Badhaai Do                               | Meenakshi        |
| 2022 | Maja Ma                     | Casa mamá                                | Pammi Hansraj    |
| 2022 | Sharmaji Namkeen            | Sharmaji Namkeen                         | Aarti Sharma     |
| 2022 | Phone Bhoot                 | Fantasma del teléfono                    | Chikni Chudail   |
| 2022 | Khuda Haafiz 2              | Khuda Haafiz: Capítulo 2 – Agni Pariksha | Sheela Thakur    |
| 2022 | Doctor G                    | Doctor G                                 | Shobha Gupta     |
| 2023 | Rabia & Olivia              | Rabia & Olivia                           | Madre de Rabia   |
| 2023 | Trial Period                | Periodo de prueba                        | Mamiji           |
| 2023 | The Tenant                  | El inquilino                             | Mrs. Mishra      |
| 2024 | All India Rank              | Toda la clasificación de la India        |                  |
| 2024 | Das Signal                  | La señal                                 | Benisha Mudhi    |